# Pierzcha

Herb Pierzcha III

Herb Pierzcha IV

Pierzcha (Perka, Pierzchliński, Pierzchowski, Pirch, Pyrcha, Pyrsza, Flądra, Perka, błędnie Pierzchała) – pomorski herb szlachecki, herb własny rodziny Pierzchów.

## Opis herbu
Znanych jest kilka wariantów tego herbu. Opisy z wykorzystaniem zasad blazonowania. Numeracja pierwszych czterech odmian za Juliuszem Karolem Ostrowskim.
Pierzcha I (Flądra): W polu czerwonym flądra srebrna (lub szara). Klejnot: nad hełmem w koronie (lub bez) ogon pawi między dwoma kluczami srebrnymi (lub złotymi) w skos i w skos lewy. Labry: czerwone, podbite srebrem.
Pierzcha Ia: W polu błękitnym flądra srebrna w skos. Klejnot: nad hełmem w koronie ogon pawi, na którym dwa klucze skrzyżowane srebrne. Labry błękitne podbite srebrem.
Pierzcha II (Karaś): W polu błękitnym karaś (lub karp) srebrny (lub złoty) w skos (lub w pas). Klejnot: nad hełmem na zawoju błękitno-srebrnym ogon pawi, na którym dwa skrzyżowane klucze srebrne (lub złote). Labry: czerwone, podbite srebrem (lub złotem).
Pierzcha IIa: W polu błękitnym ze skrajem złotym (lub bez) karaś srebrny w skos. Klejnot: nad hełmem bez korony na trzech piórach pawich dwa skrzyżowane klucze błękitne. Labry: błękitne, podbite srebrem.
Pierzcha IIb: W polu błękitnym karaś srebrny w skos. Klejnot: nad hełmem w koronie na pęku piór czaplich dwa skrzyżowane klucze srebrne. Labry: błękitne, podbite srebrem.
Pierzcha IIc: W polu ryba w pas w lewo. Klejnot: nad hełmem w koronie dwa skrzyżowane klucze. Labry. Barwy nieznane.
Pierzcha III: Tarcza dzielona w słup, w polu prawym, błękitnym, karaś srebrny w skos (lub w słup); w polu lewym, srebrnym, naga kobieta trzymająca za ogon lisa (lub psa) z rybą w pysku (lub bez). Klejnot: nad hełmem w koronie na ogonie pawim dwa skrzyżowane klucze złote. Labry: błękitne, podbite srebrem.
Pierzcha IV: W polu czerwonym flądra. Klejnot: nad hełmem w koronie na ogonie pawim dwa skrzyżowane klucze złote. Labry: czerwone, podbite srebrem.

## Najwcześniejsze wzmianki
Pierwsze odnotowane wystąpienie herbu w jego podstawowej postaci to odcisk pieczęci Michała Pierzchy (Michel Pirche), ławnika tczewskiego, przyłożony na dokumencie z 8 maja 1594 roku. Dokument przechowywany jest w Archiwum Państwowym w Gdańsku. Barwy tego herbu określono po raz pierwszy na mapie Pomorza Lubinusa z 1618 roku, gdzie pole herbu jest błękitne, zaś ryba leży w skos bardziej przypomina karasia (Herb znany Ostrowskiemu jako Pierzcha II). W takiej wersji herb używany był głównie przez linie rodziny Pierzchów w ziemi słupskiej i lęborskiej. Przyjętą w wersji podstawowej herbu barwę czerwoną pola przekazał jeden z zaginionych dzisiaj rękopisów Dachnowskiego z XVII wieku. Późniejsi polscy heraldycy rękopisu tego nie znali i opisywali herb bez podania barw. Tak uczynili m.in. Kasper Niesiecki (Korona polska, 1728) i Juliusz Karol Ostrowski (Księga herbowa rodów polskich, 1897, 1906). Wariant Ia znany jest z witraża z 1899 roku w Sali Rajców ratusza w Lęborku. Opublikowano go w tomie V tzw. "Starego" herbarza Siebmachera. Wariant tego herbu, z dołożonym złotym skrajem (Pierzcha IIa), podany został przez Bagmihla (Pommersches Wappenbuch, 1847). Wariant IIb należał do gałęzi rodziny noszącej wariant nazwiska Pioch, z miejscowości Półczno. Wymienia go po raz pierwszy Cramer w pracy poświęconej historii ziemi lęborsko-bytowskiej (Geschichte der Lande Lauenburg und Bütow, 1858). Wariant IIc znany jest z pieczęci Ulricha Lorenza vn Pirch, przyłożonej na dokumencie z 13 marca 1707 roku.
Herb Pierzcha III, nazywany przez Bagmihla kuriozum heraldycznym, był faktycznie używany przez członków rodu Pierzchów w XVII-XVIII wieku. Herb ten miał mieć dodatkowy element w postaci napisu biegnącego dookoła Pfui Teufel, wie rasen die Flöhe (Do diabła, jak te pchły gryzą). Kobieta przedstawiona w herbie ma wyłuskiwać pchły z ogona lisa. Herb ten miał znajdować się przed końcem XVII wieku w jednym z okien staromiejskiego słupskiego kościoła. Dwa odciski pieczęci z podobnym herbem znane są z dokumentów z 13 marca 1707 roku (ale z innym ustawieniem ryb i bez ogona pawiego w klejnocie).
Wariant IV pochodzi z jednego z "Nowych" wydań Siebmachera, poświęconych szlachcie Galicji i Lodomerii (Der Adel von Galizien, Lodomerien u. der Bukowina, 1905).

## Herbowni
Pierzcha (Percha, Perchen, Perke, Persch, Pierscha, Pierskow, Piersza, Pierszka, Pierzche, Pierzchliński, Pierzchowski, Pierzka, Pierzkowski, Pioch, Pirch, Pirch von Pioch, Pircha, Pirche, Pirchen, Pirchsche, Pircka, Pirsch, Pirscha, Pirsche, Pirzcha, Pyerscha, Pyrch, Pyrcha, Pyrsche, Pyrsza, błędnie Pieche), także z odmiejscowymi przydomkami Konradzki, Bałdowski, Brodnicki, Pogański, Półczyński i Tuchliński.
Tadeusz Gajl wśród herbownych wymienia także nazwiska Dąbrowski i Kozicki.
Herbu tożsamego z herbem Pierzcha II (ale nad tarczą tylko korona) używał także Jakub Wiczliński (Jacob v. Wyczlinski) z rodu Zielonków. Znamy go z odrysu pieczęci z 1824 roku. Członkowie tego rodu są notowani głównie z herbem Wiczliński. Herb Pierzcha mógł Zielonka-Wiczliński przejąć od jakiejś przodkini wżenionej w jego ród albo użyć po prostu pieczęci przyjacielskiej.

### Rodzina Pierzchów
Znana, zamożna i szeroko rozrodzona pomorska rodzina szlachecka. Jej nazwisko wywodzić się może od słowa "pierzchać" albo "pierszyć" czyli "sypać, prószyć". Istnieją teorie o czeskim pochodzeniu tej rodziny, ale wydaje się, że była to miejscowa, rodzima szlachta. Najdawniej wzmiankowanym członkiem rodu jest Jan Pirich, który w 1335 roku otrzymał wieś Redkowice. Od początku XV wieku istniały dwie linie rodu. Pierwsza w ziemi słupskiej, odnotowana po raz pierwszy w 1417 roku w osobie Gosława Pircha. Druga na Pomorzu Gdańskim, zaś jej pierwszym przedstawicielem jest Piotr Pirch, wymieniony w 1442 roku. W roku 1570 Pierzchowie mieli znaczne dobra na Kociewiu. W XVII i XVIII wieku Pierzchowie licznie służyli wojskowo (nierzadko w wysokich rangach), z linii lęborskiej w wojsku koronnym, zaś z linii słupskiej - w saskim i pruskim.